# Il Divo (álbum)
Il Divo, publicado en el 2004, es el primer álbum de estudio homónimo de Il Divo, grupo musical internacional que interpreta temas de crossover clásico.  
 El grupo está comprendido por un cuarteto vocal de cantantes masculinos: el tenor suizo Urs Bühler, el barítono español Carlos Marín, el tenor estadounidense David Miller y el cantante pop francés Sébastien Izambard.
El álbum se convirtió en multiplatino en ventas. Obtuvo el número uno en las listas de éxitos en un total de 13 países de todo el mundo, y ha logró colocarse en la parte superior 5 en 25 países. Fue un éxito de ventas, primero en Reino Unido, Noruega e Irlanda donde obtuvieron varios Discos de Platino en sus primeras semanas.
El álbum llegó a la posición #1 en Amazon.com y BarnesandNoble.com.

## Lanzamiento
El álbum fue lanzado al mercado el 1 de noviembre de 2004 en tan solo tres países; Reino Unido, Noruega e Irlanda.
El 19 de abril de 2005 fue lanzado en Estados Unidos, España y el resto del mundo.

## Grabación
Su grabación se inició en la primera mitad de 2004 en Estocolmo, Suecia; con los productores Quiz & Larossi, Per Magnusson y David Kreuger; y en el Reino Unido con el productor Steve Mac en los Rockstone Studios, con la colaboración de Jorgen Elofsson, Andy Hill y Mathis Venge.
El álbum se grabó en los estudios de grabación:

- A Side Studios, de Estocolmo, Suecia.[1]
- Rokstone Studios, de Londres, Inglaterra.[1]
- EMI Abbey Road Studios, Londres, Inglaterra.[1]
- Phoenix Estudios, Londres, Inglaterra.[1]
- Phonix Estudios, Londres, Inglaterra.[1]
- QuizLarossi-Studio de Estocolmo, Suecia.[1]
- Sveriges Radio Studio 2, Estocolmo, Sueciam[1]

## Temas
El álbum contiene cuatro canciones en inglés; Feelings, The man you love, Mama, Everytime i look at you, cinco canciones en italiano; Dentro un altro si, Ti amerò, Passerà, Nella Fantasia, Sei parte ormai di me y tres canciones en español; A mi manera (My Way), Hoy que ya no estás aquí y Regresa a mí.  
Con el sencillo «Regresa a mí» alcanzaron un hecho histórico, ya que fue la primera canción cantada en español que alcanza el n.º 1 en el Reino Unido.

### Sencillos
- Regresa a mí
- Mamá

### Lista de temas
| Il Divo |                                                                    |                                                                                |          |  |
| N.º     | Título                                                             | Escritor(es)                                                                   | Duración |  |
| 1.      | «Regresa a mí (Un-break my heart)»                                 | Diane Warren, Marco Flores                                                     | 4:42     |  |
| 2.      | «Mama»                                                             | Savan Kotecha, Andreas Romdhane                                                | 3:18     |  |
| 3.      | «Nella Fantasia»                                                   | Chiara Ferrau, Ennio Morricone                                                 | 4:26     |  |
| 4.      | «Passerà»                                                          | Aleandro Baldi, Giancarlo Bigazzi, Marco Falagiani                             | 4:41     |  |
| 5.      | «Everytime i look at you»                                          | Andy Hill, John Reid                                                           | 3:48     |  |
| 6.      | «Ti amerò»                                                         | David Kreuger, Per Magnusson, Frank Musker, Matteo Saggese                     | 4:01     |  |
| 7.      | «Dentro un altro si»                                               | Don Black, Andy Hill                                                           | 4:34     |  |
| 8.      | «The man you love»                                                 | Steve Mac, Troy Verges, Daley, J.M.Villarreal P.(Version original en español). | 3:56     |  |
| 9.      | «Feelings»                                                         | Jörgen Elofsson                                                                | 3:39     |  |
| 10.     | «Hoy que ya no estás aquí»                                         | Jörgen Elofsson, Tony Vincent                                                  | 4:19     |  |
| 11.     | «Sei parte ormai di me»                                            | Josef Larossi, Andreas "Quiz" Romdhane, Matteo Saggese, Mino Vergnaghi         | 4:28     |  |
| 12.     | «A mi manera (My way)»                                             | Paul Anka, Jacques Revaux , Gilles Thibaut                                     | 4:28     |  |
| 13.     | «Senza catene (Unchained melody)» (Tema extra para el Reino Unido) | Alex North, Hy Zaret                                                           | 3:51     |  |
| 53:52   |                                                                    |                                                                                |          |  |

## Personal

### Il Divo
- Carlos Marín
- Sébastien Izambard
- David Miller
- Urs Bühler

### Adicional
- Jonathan Allen: Ingeniero
- Fredrik Andersson: Ingeniero, Mezclas
- Dave Arch Piano: Arreglos orquestales, Piano
- Jan Bengtsson: Flauta
- Simón Changer: Ingeniero
- James Collins: Ingeniero
- María Diephuis: Vocalista
- Jörgen Elofsson: Programación, Productor
- Marco Flores: Adaptación canciones
- Daniel Galessiere: Vocalista
- Jannika Gustafsson: Violín
- Roland Heap: Asistente
- Emil Heiling: Vocalista
- Andy Hill: Arranger, Teclados, Productor
- Jörgen Ingeström: Piano, Teclado, String Arreglos
- Nick Ingman: Arreglos orquestales
- Henrik Janson: Arreglos, Conductor, Arreglos orquestales
- Ulf Janson: Arreglos, Conductor, Arreglos orquestales
- Neil Kirk: Fotografía
- David Krueger: Adaptador, Programación, Productor
- Nicki LAmy: Coordinación
- Josef Larossi: Adaptador, Programación, Productor, Ingeniero, Instrumentación
- Hans Larsson: Cuerno francés
- Chris Laws: Drums, Ingeniero, Edición Digital
- Tomas Lindberg: Bajo
- Bernard Löhr: Mezclas
- Steve Mac: Sintetizador, Teclados, Producción, Arreglos Vocales
- Per Magnusson: Piano, Adaptador, Conductor, Teclados, Programación, Producción
- Dave Moore: Ingeniero Ayudante, Asistente
- Joanne Morris: Diseño
- Kristoffer Nergårdh: Adaptador, Piano
- Lasse Nilsson: Adaptador, Ingeniero, String Ingeniero
- Peter Nordahl: Conductor, String Arreglos, String Conductor
- Linda Norrgård: Vocal
- Rolf Nyqvist: Cuerno francés
- Esbjörn Öhrwall: Guitarra (Acústica), Guitarra
- Rudy Pérez: Adaptación canciones
- Daniel Pursey: Ingeniero, Asistente Mezclas, Asistencia
- Bo Reimer: Mezclas
- Frank Ricotti: Percusión
- Andreas "Quiz" Romdhane: Adaptador, Programador, Productor, Ingeniero, Instrumentación
- Philip Rose: Ingeniero
- Bernt Rosengren: Oboe
- Ren Swan Engineer: Mezclas
- Giles Thibaut: Adaptador canciones
- Karl Thorsson: Percusión
- Mark Tucker: Ingeniero
- Mathias Venge: Guitarra, Programación, Productor
- Anders Von: Hofsten Vocal
- Maj Widding: Bassoon
- Gavyn Wright: Strings, Líder, String Conductor

## Posición en las listas y certificaciones
| País           | Certificación     | Posición  |
| Reino Unido    | Cuádruple Platino | #1 Enlace |
| Canadá         | Triple Platino    | #1 Enlace |
| Países Bajos   | Triple Platino    | #1 Enlace |
| España         | Triple Platino    | #2 Enlace |
| México         | Doble Platino     | #1 Enlace |
| Argentina      | Doble Platino     | #1 Enlace |
| Australia      | Doble Platino     | #1 Enlace |
| Portugal       | Doble Platino     | #2 Enlace |
| Nueva Zelanda  | Doble Platino     | #3 Enlace |
| Estados Unidos | Doble Platino     | #4 Enlace |
| Finlandia      | Platino           | #1 Enlace |
| Suecia         | Platino           | #1 Enlace |
| Bélgica        | Platino           | #3 Enlace |
| Sudáfrica      | Platino           | #5 Enlace |
| Austria        | Oro               | #2 Enlace |
| Suiza          | Oro               | #2 Enlace |
| Francia        | Oro               | #4 Enlace |
| Venezuela      | Oro               | #1 Enlace |